# 亨宁斯韦尔
亨宁斯韦尔（挪威語：Henningsvær）是位于挪威北部的一个渔村，位于罗弗敦群岛奥斯特法岛南岸外的数个小岛上，属于沃甘市镇的一部分，当地居民约500人左右。亨宁斯韦尔是一处著名的旅游胜地。当地还在村南部建有一座足球场。